# Якубувка (Ліпський повіт)
Якубувка (пол. Jakubówka) — село в Польщі, у гміні Ліпсько Ліпського повіту Мазовецького воєводства.
Населення — 57 осіб (2011).
У 1975-1998 роках село належало до Радомського воєводства.

## Демографія
Демографічна структура станом на 31 березня 2011 року:
|          | Загалом | Допрацездатний вік | Працездатний вік | Постпрацездатний вік |
| -------- | ------- | ------------------ | ---------------- | -------------------- |
| Чоловіки | 34      | 8                  | 21               | 5                    |
| Жінки    | 23      | 4                  | 8                | 11                   |
| Разом    | 57      | 12                 | 29               | 16                   |